# 최산 (축구 선수)
최산(崔山, 2006년 5월 15일 ~ )는 대한민국의 축구 선수로, 포지션은 공격형 미드필더이다. 현재 K리그1 수원 FC 소속이다.